# Fahri Korutürk
Fahri Sabit Korutürk (Istanbul, 3 agosto 1903 – Istanbul, 12 ottobre 1987) è stato un militare e politico turco.

## Biografia
È stato un ufficiale della Marina Militare Turca, in cui arrivò al grado di ammiraglio, ricoprendo la carica di comandante in capo della Marina dal 1957 al 1960, per poi essere nominato ambasciatore e dal 1968 senatore.
Fu eletto dall'Assemblea nazionale presidente della Repubblica per un mandato che andò dal 6 aprile 1973 al 6 aprile 1980.

## Vita privata
Ha sposato nel 1944 Emel Cimcoz, figlia di Selah Cimcoz, politico e collezionista d'arte, e di Hasene Hanim, nipote del ministro della Marina Morali Ibrahim Halil Pasha.
Insieme hanno avuto due figli e una figlia:
- Osman Taney Korutürk (n. 22 novembre 1944). Politico e diplomatico. È sposato con Suzan Kapani, figlia dello scrittore Morali Kapani, e ha un figlio.
- Hüseyin Selah Korutürk (n. 17 febbraio 1949). Diplomatico e ambasciatore. È sposato con Zergün Korutürk, ambasciatrice turca a Stoccolma, e ha due figli.
- Ayşe Korutürk (n. 1955). Psicologa, coniugata Arzik.